# Фаял (природный парк)
Природный парк Фаял (порт. Parque Natural do Faial) — охраняемая природная территория на острове Фаял на Азорских островах. Парк был создан Региональным секретариатом по охране окружающей среды и океанов (Secretaria Regional do Ambiente e do Mar) Регионального правительства Асориша для более эффективного управления охраняемой природной территорией острова Фаял.

## Обзор
Он занимает примерно 17% территории острова, его территории классифицируются Международным союзом охраны природы как природные резерваты (в который входят Калдейра, Морру-де-Каштелу-Бранку и Калдейриньяш-ду-Монте-да-Гия), управляемые природные территории с целью сохранения местообитаний и видов животных и растений (Кабесу-ду-Фогу, Капелиньюш, Коста-Нороэсте, Варадору и Каштелу-Бранку), охраняемые наземные ландшафты (Монте-да-Гия и центральная часть острова) и охраняемые территории с управляемыми ресурсами (канал Фаял-Пику, Каштелу-Бранку, Капелиньюш и Седруш).
Природный парк Фаял был создан законодательным указом № 15/2007/A от 25 июня 2007 года, который переформулировал юридическую классификацию, управление и администрирование охраняемых природных территорий Азорских островов.
Публичная презентация природного парка состоялась 18 июня 2011 года на церемонии, в которой приняли участие Региональный секретарь по вопросам окружающей среды и океанов (порт. Secretário Regional do Ambiente e do Mar) Аламо Менсезе, а также другие приглашённые гости из деловых, туристических и экологических групп.